# Гомес-Фариас (Халиско)
Го́мес-Фари́ас (исп. Gómez Farías) — муниципалитет в Мексике, в штате Халиско, с административным центром в посёлке Сан-Себастьян-дель-Сур. Численность населения, по данным переписи 2020 года, составила 16 431 человек.

## Общие сведения
Название Gómez Farías дано в честь президента Мексики — Валентина Гомеса Фариаса.
Площадь муниципалитета равна 353,4 км², что составляет 0,4 % от общей площади штата, а наиболее высоко расположенное поселение Эль-Родео находится на высоте 2012 метров.
Гомес-Фариас граничит с другими муниципалитетами штата Халиско: на севере с Атояком, на северо-востоке с Консепсьон-де-Буэнос-Айресом, на юго-востоке с Тамасула-де-Гордьяно, на юге с Сапотлан-эль-Гранде, и на западе с Саюлой.

## Учреждение и состав
Муниципалитет был образован в 1869 году, по данным 2020 года в его состав входит 12 населённых пунктов, самые крупные из которых:
| Код INEGI                  | Населённый пункт                                                                                              | Численность населения (2005 год) | Численность населения (2010 год) | Численность населения (2020 год) |
| -------------------------- | --- | -------------------------------- | -------------------------------- | -------------------------------- |
| 079                        | Всего | 12720                            | 14011                            | 16431                            |
| 0001                       | Сан-Себастьян-дель-Сур (исп. San Sebastián del Sur) 19°47′43″ с. ш. 103°28′41″ з. д. (административный центр) | 6535                             | 7104                             | 8909                             |
| 0030                       | Сан-Андрес-Истлан (исп. San Andrés Ixtlán) 19°49′09″ с. ш. 103°28′12″ з. д.                                   | 4665                             | 5230                             | 5768                             |
| 0029                       | Эль-Родео (исп. El Rodeo) 19°50′27″ с. ш. 103°26′10″ з. д.                                                    | 830                              | 908                              | 937                              |
| 0032                       | Уно-де-Фебреро (Сан-Николас) (исп. Ejido Uno de Febrero (San Nicolás)) 19°48′56″ с. ш. 103°29′30″ з. д.       | 286                              | 248                              | 302                              |
| 0013                       | Кофрадия-дель-Росарио (исп. Cofradía del Rosario) 19°46′54″ с. ш. 103°30′09″ з. д.                            | 100                              | 164                              | 195                              |
| 0014                       | Эль-Корралито (исп. El Corralito) 19°52′24″ с. ш. 103°20′19″ з. д.                                            | 144                              | 190                              | 189                              |
| —                          | Прочие | 160                              | 167                              | 131                              |
| Названия на карте Генштаба | |                                  |                                  |                                  |

## Природные ресурсы
Муниципалитет располагает следующими ресурсами:
- 16 300 гектар леса, преимущественно состоящие из таких видов деревьев как сосна, дуб и фруктовые деревья;

- минеральные — месторождения железа, извести, мрамора, гипса и глины.

## Экономическая деятельность
По статистическим данным 2000 года, работоспособное население занято по секторам экономики в следующих пропорциях:
- сельское хозяйство, животноводство и рыбная ловля — 31,7 %;
- промышленность и строительство — 33,7 %;
- торговля, сферы услуг и туризма — 32,5 %;
- безработные — 2,1 %.

## Инфраструктура
По статистическим данным 2020 года, инфраструктура развита следующим образом:
- электрификация: 99,6 %;
- водоснабжение: 94,2 %;
- водоотведение: 99,5 %.